# Histoire d'Arts et Métiers ParisTech

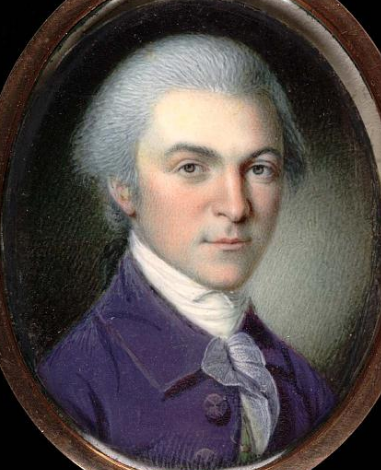
Portrait du Duc de La Rochefoucaud-Liancourt

Ne doit pas être confondu avec Conservatoire national des arts et métiers, Institut catholique d'arts et métiers ou École catholique d'arts et métiers.
Pour les articles homonymes, voir Arts et métiers et ENSAM.
L'École nationale supérieure d'arts et métiers (ENSAM), communiquant sous le nom d'Arts et Métiers Sciences & Technologies, est l'une des plus anciennes grandes écoles publiques d'ingénieurs de France, fondée en 1780 par le duc de La Rochefoucauld-Liancourt. Ses élèves – portant l'uniforme des gadzarts – et ses anciens élèves, réunis dans la Société des ingénieurs Arts et Métiers, constituent aujourd’hui[Quand ?] le plus important réseau européen d’ingénieurs issus d'un même établissement.
Fondée à ses débuts pour instruire les pupilles du régiment de dragons du duc, elle est, avec plus de 6 000 étudiants, entre élèves-ingénieurs, mastériens et doctorants, l'école française d'ingénieurs formant le plus d'étudiants et fait figure de référence pour l’enseignement du génie industriel et mécanique. Elle dispose d’un réseau de huit campus sur tout le territoire français, et occupe des locaux voués à l'enseignement et à la recherche. Ces locaux sont des monuments historiques liés à sa longue histoire (tels que l'abbaye de Cluny ou l'abbaye du Ronceray d'Angers) ainsi que des bâtiments modernes (CER de Metz).

## Création de l'école

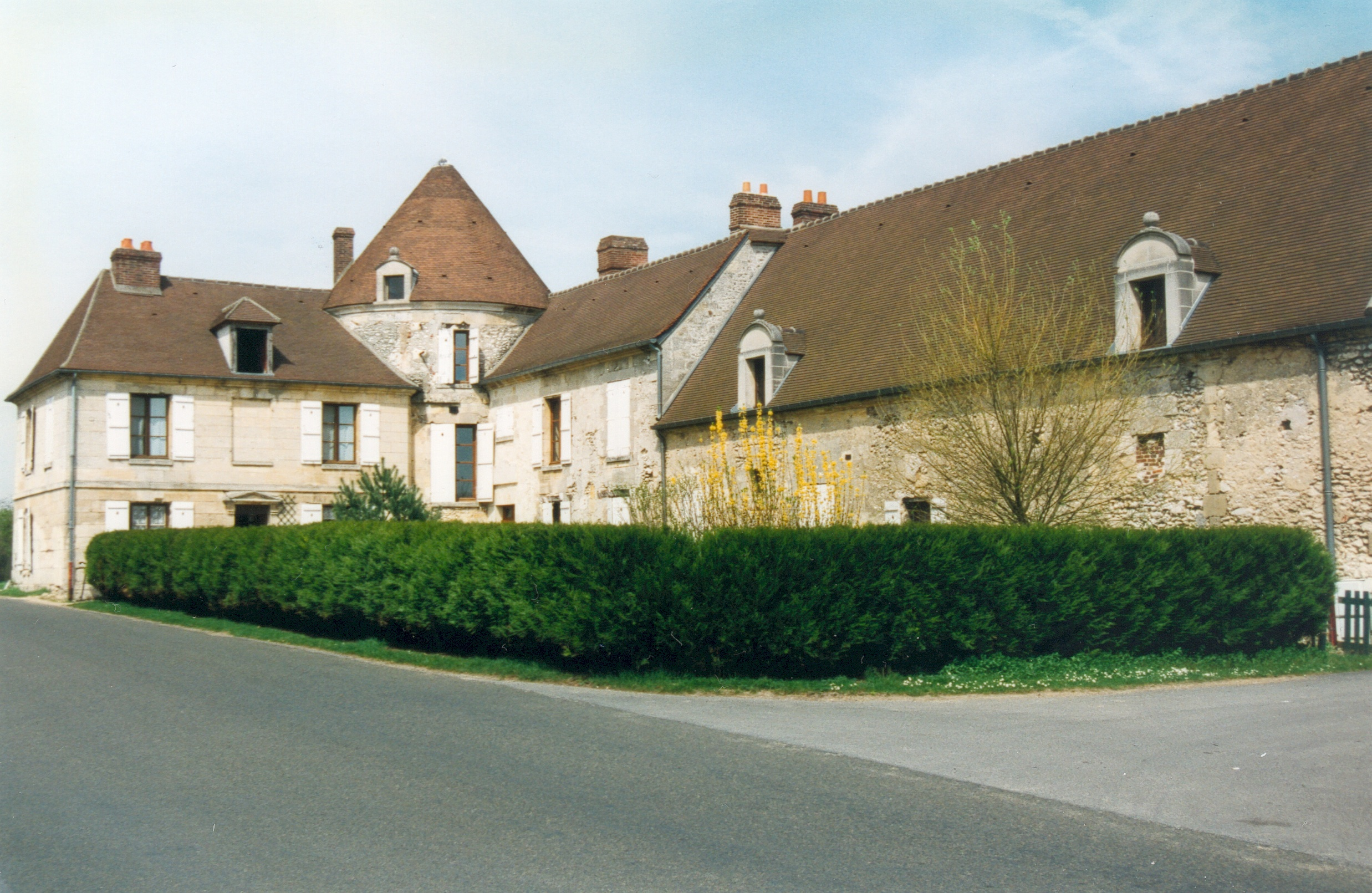
La ferme de la Montagne, première école en 1780, musée national gadzarts.

Arts et Métiers ParisTech,, est une des rares écoles d'ingénieurs françaises dont les origines sont antérieures à la Révolution.
La première école est fondée en 1780 à Liancourt dans l’Oise (ferme de la Montagne) par le duc François de La Rochefoucauld-Liancourt pour accueillir une vingtaine de pupilles de son régiment de dragons, avec le concours de Monge, Berthollet, Chaptal et Laplace. Cette ferme existe toujours et appartient aux anciens élèves depuis 1980. Le duc va essayer d'intéresser les autorités de Versailles à ce projet d'établissement d'enseignement en intervenant auprès de ses relations et obligés, comme le conseiller d'État Jacques-Antoine-Hippolyte de Guibert, fils du gouverneur des Invalides ou Jean François d'Avrange du Kermont, commissaire des Guerres d'artillerie à la Maison du roi, ou le comte d'Avranges, commandant des gardes de la porte du roi. En vain. En 1783, ne voyant pas son projet avancer, il choisit alors d'installer une filature dans sa ferme. Les élèves doivent se former sur les métiers installés.
Au début de 1786, Jacques de Guibert l'interpelle sur son projet car son père est « surchargé d'enfants de ces invalides dans son hôtel » et il est prêt à l'aider auprès du ministre de la Guerre, le maréchal de Ségur. François de La Rochefoucauld, duc de Liancourt, écrit au ministre en lui renouvelant sa proposition de créer une école en prenant à sa charge les investissements et les aléas du projet. Le 10 juin 1786, le maréchal de Ségur lui écrit que le roi a donné son accord de principe pour établir une école pour cent enfants de soldats invalides à Liancourt, et il précise : « Sa majesté vous accorde avec plaisir comme vous le désirez le titre d'inspecteur de cette école ». Il conclut la lettre en demandant au duc de rédiger un projet d'ordonnance fixant les modalités de fonctionnement sur une base de 100 élèves dès la première année et permettant le financement nécessaire. Le duc envoie son projet qui est reçu le 17 juin par le ministre qui lui signale que le roi doit signer l'ordonnance après son voyage à Cherbourg. Le duc lance les travaux d'aménagement dès le 12 juillet dont le coût s'est élevé à 16 200 livres.
Le 10 août 1786, le duc de La Rochefoucauld-Liancourt, qui est aussi grand maître de la Garde-Robe du Roi, obtient de Louis XVI une ordonnance « pour établir une école d’application militaire en faveur de cent enfants de soldats invalides » à la ferme de la Montagne. Le roi accorde une indemnité de huit sous par jour et par élève, plus deux sous pour l’éclairage et le chauffage, soit 18 250 livres pour 100 élèves pendant une année. Fin septembre 1787, les ateliers sont en état de marche. L’école professionnelle ouvre ses portes quelques mois plus tard. Les 26 premiers élèves arrivent le 10 novembre 1786. Pendant la Révolution, le duc s’exile en 1792, voyage aux États-Unis en 1797 et 1798, et revient en France en 1799.
Après l'exil du duc de La Rochefoucauld-Liancourt, un décret est pris par la Convention nationale le 25 nivôse an II (14 janvier 1794) décidant de l'institution de l'école de Liancourt et de la paie accordée à chaque élève. Le 23 floréal an III (12 mai 1795) un secours est accordé par la Convention à l'école. Le 30 floréal an III (19 mai 1795) une proposition est faite pour transférer cette école à Versailles. Le 9 prairial an III (28 mai 1795), décision sur la somme à accorder à cette école. Le 20 prairial an III (8 juin 1795) il est décidé de réunir les élèves de l'école de la patrie à l'école de Liancourt. Le 19 messidor an IV (7 juillet 1796), il est décidé des bâtiments, jardins et terrains qui lui sont destinés,.
En 1800, il existe au château de Compiègne un des quatre collèges qui formaient le Prytanée français. Ces établissements avaient un statut militaire. Après une visite du collège de Compiègne, le Premier Consul Napoléon Bonaparte constate que l’investissement fait par l’État n’est pas très utile sauf pour ceux qui poursuivent une carrière militaire. Ayant visité peu auparavant des établissements industriels du nord, il y avait constaté l’absence de contremaîtres capables de faire des plans ou des calculs simples. Il décide alors de changer l’enseignement au collège de Compiègne pour combler cette lacune. Quelques jours après cette visite, Le 19 pluviôse an xi (7 février 1803), le collège de Compiègne est renommé « Collège des arts et métiers ». Puis paraît au Moniteur l’acte du 6 ventôse xi (25 février 1803). Il dit : « à compter de germinal an xi, l’instruction au collège de Compiègne aura pour but de former de bons ouvriers et des chefs d’atelier. » Jean Joseph Labâte, un ancien chirurgien militaire, bientôt assisté par Emmanuel-François Molard pour les aspects techniques, dirige l'établissement.

## Expansion et nouveaux centres
Le 28 floréal an XIII (18 mai 1805), Napoléon Ier signe un décret qui ordonne l'établissement d'une école d'arts et métiers pour l'éducation des enfants des treize départements nouvellement réunis. Il prévoit de l'établir dans l'abbaye de Saint-Maximin, près de Trèves et doit recevoir 400 élèves.
Le collège de Compiègne du Prytanée français est devenu l'École d’arts et métiers par un arrêté du 6 ventôse an XI (25 février 1803) puis école impériale d'arts et métiers en 1804. Elle est déménagée dans deux anciens monastères à Châlons-sur-Marne à la suite du décret du 5 septembre 1806 pour devenir l'école impériale d'arts et métiers de Châlons-sur-Marne. Ce déménagement fait suite à une décision de Napoléon Bonaparte qui, lors d'une visite de l'école trouva, les locaux de Compiègne inappropriés. Le premier directeur de l'établissement est Jean Joseph Labâte, un chirurgien militaire qui a fait la campagne d'Égypte, et restera à ce poste jusqu'en 1823. Emmanuel-François Molard, chef des travaux à l'école de Châlons quitte Châlons-sur-Marne en 1811 pour aller fonder la deuxième école impériale d'arts et métiers à Beaupréau, près de Cholet, puis la transfère à Angers en 1815.
L'ordonnance royale du 26 février 1817 maintient les écoles royales d'arts et métiers de Châlons et d'Angers et en précise l'organisation. L'ordonnance du 26 juin 1823 prévoir la translation de l'école de Châlons à Toulouse. Ce transfert est rapporté par l'ordonnance du 6 juillet 1825. Les écoles de Châlons et d'Angers sont réorganisées par l'ordonnance du 31 décembre 1826.
|                                        |  |                                            |
| Fontaine de la place d'Albertas, 1912. |  | Reproduction éch:1/2, CER Aix-en-Provence. |

L'enseignement dans ces établissements reste préindustriel. Par exemple, à Châlons, les élèves réalisent des pièces d'ébénisterie d'art, dont certaines, prestigieuses, font toujours partie du mobilier national. On appelle d'ailleurs à cette époque « artistes » les élèves. Trois décennies plus tard, en 1843, le centre d'Aix-en-Provence est fondé dans  des bâtiments ayant servi de casernes et de monastères. Sous le Second Empire, l'enseignement devient beaucoup plus technique au sens où nous l'entendons en 2014, comme en témoignent les dessins industriels des élèves, dont certains sont parvenus jusqu'à nous. Ces dessins, réalisés à la main, à l'encre de Chine, et parfois gouachés, décrivent essentiellement des éléments de machine à vapeur, engin technique phare de l'époque. Mais la réalisation d'œuvres d'art subsiste, par exemple la fontaine de la place d'Albertas, coulée en 1912 à l'école d'Aix-en-Provence. Le même centre coule également maillon par maillon la chaîne qui entoure la fontaine de la Rotonde.

Exemples de dessins industriels des années 1860, école de Châlons
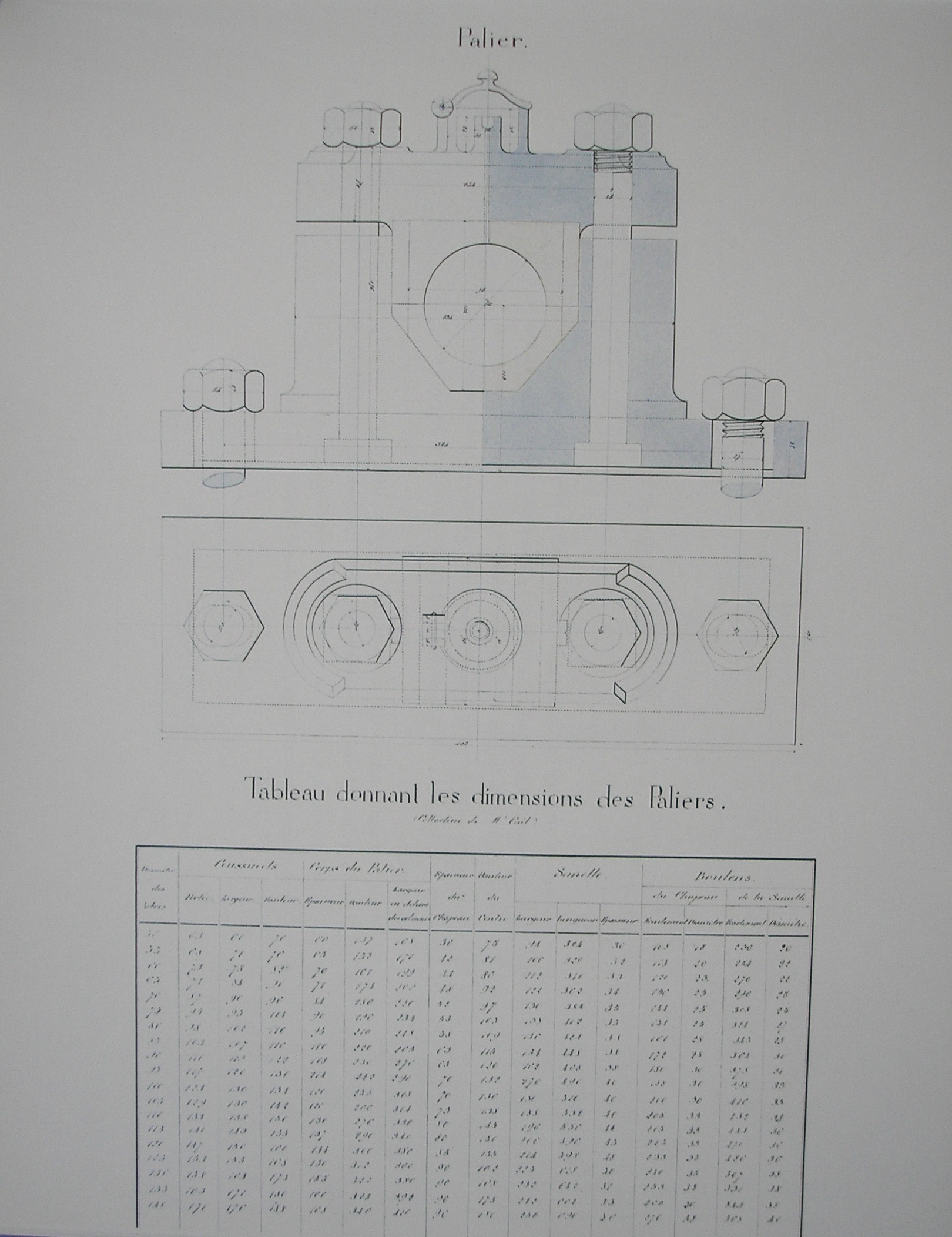
Palier.
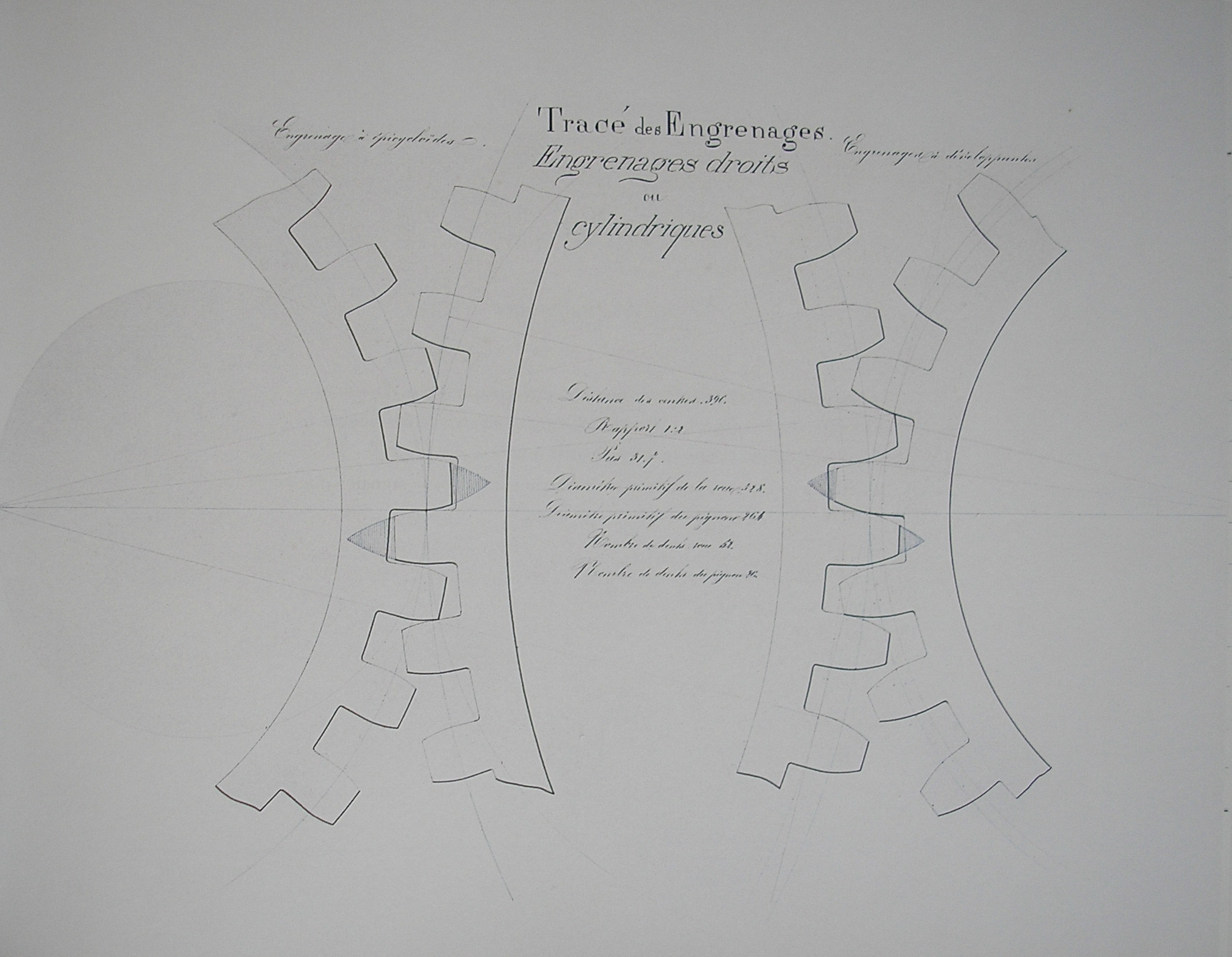
Engrenages droits.
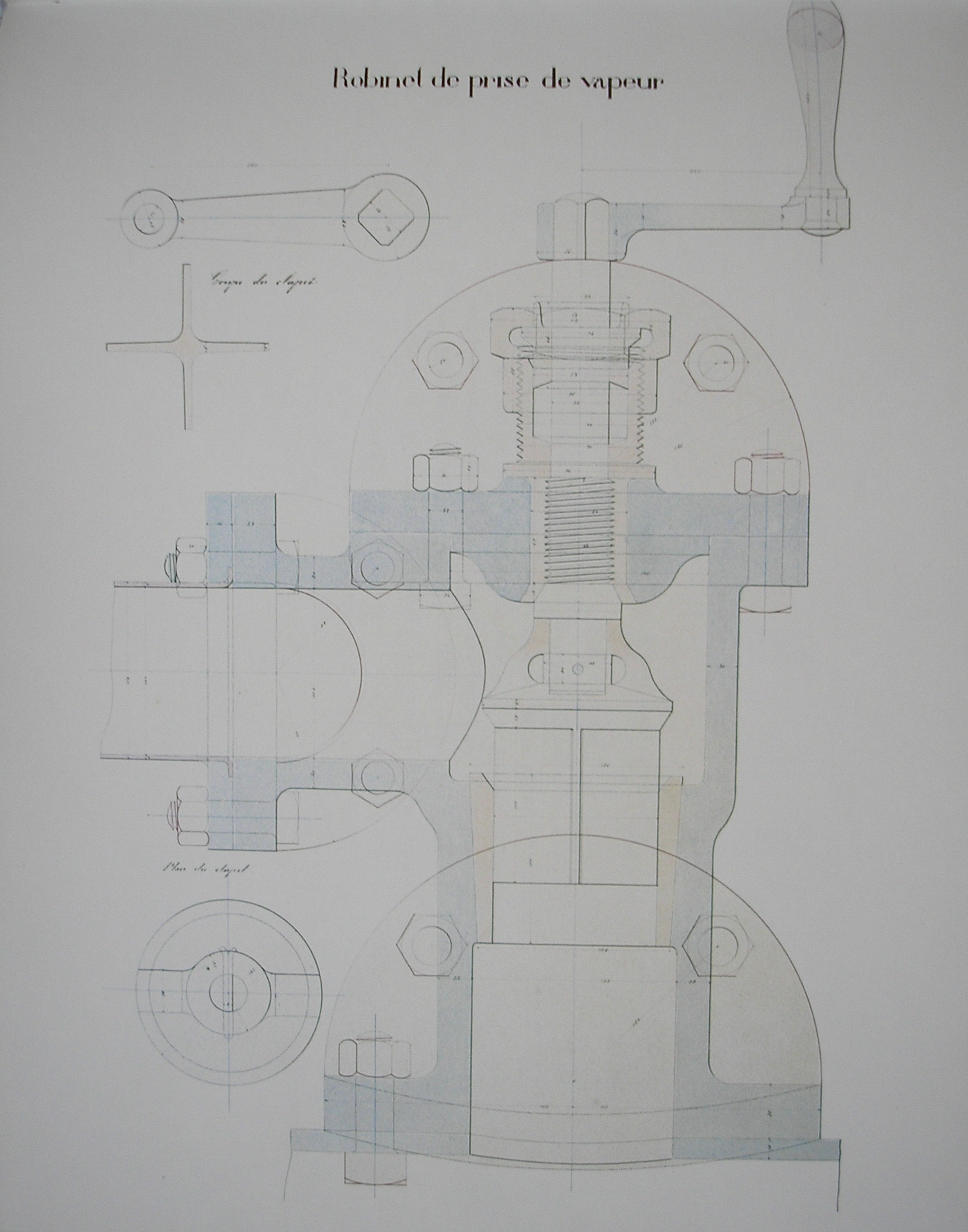
Robinet de prise de vapeur.
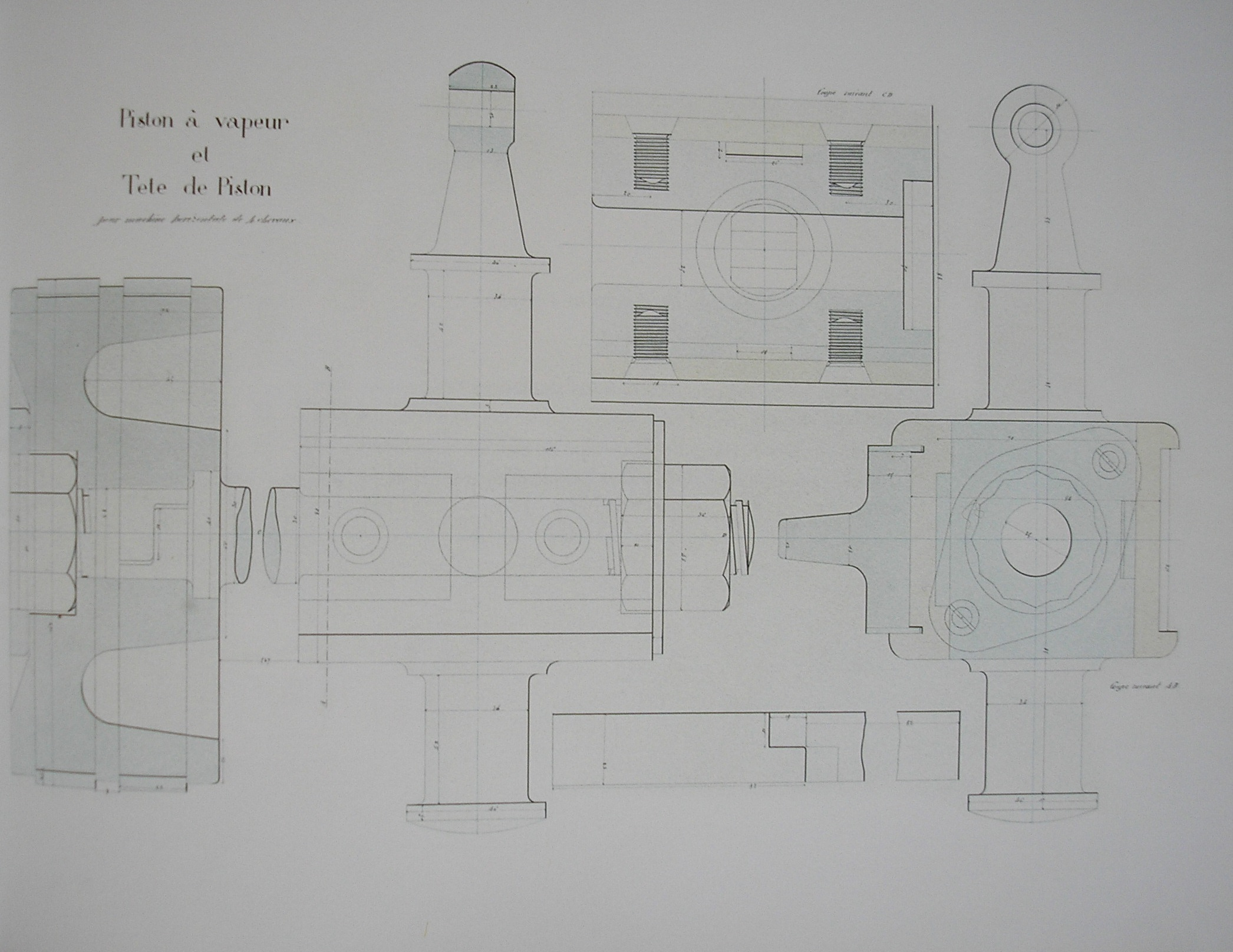
Piston à vapeur.ati
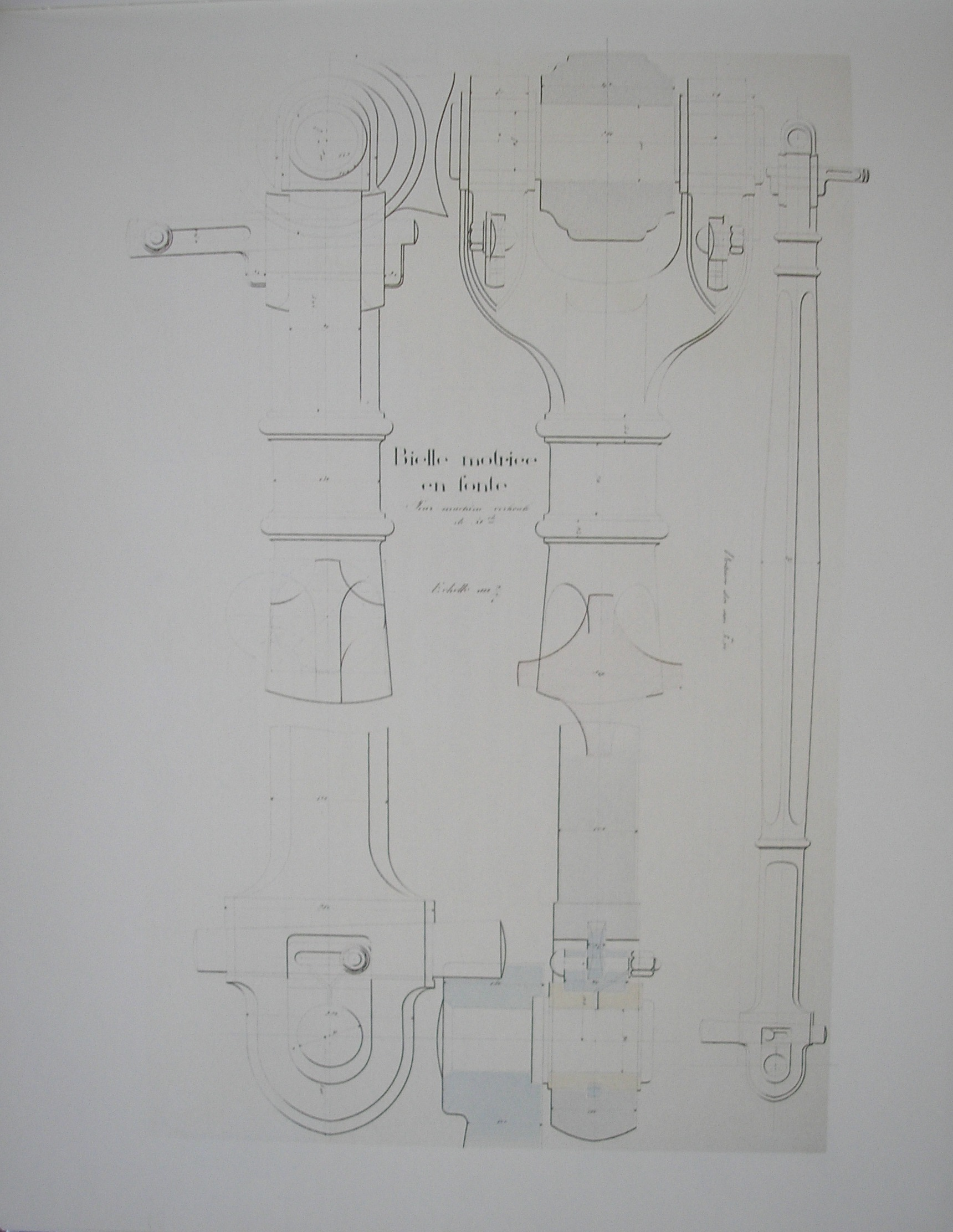
Bielle motrice.

À partir de 1880, la création du réseau des écoles nationales professionnelles (une vingtaine d'établissements répartis en particulier dans les centres industriels traditionnels français) renforce le potentiel de recrutement.

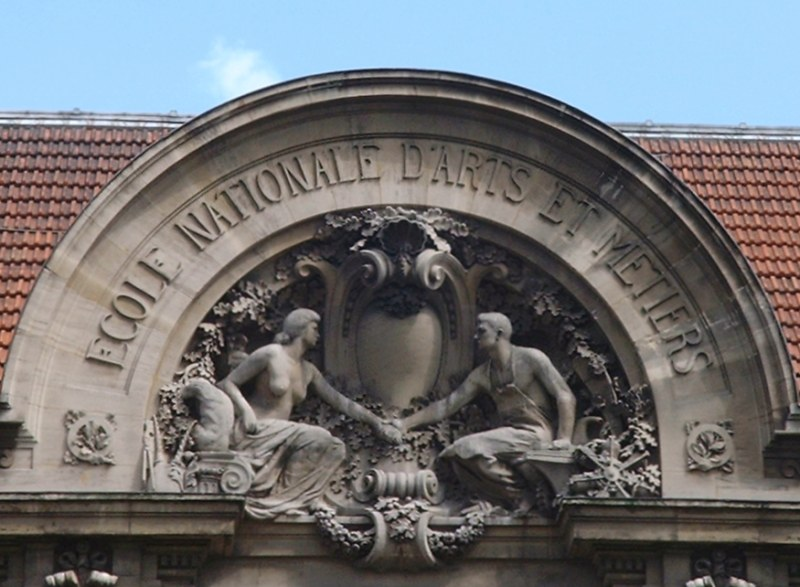
Façade de l’École à Paris

Au cours du XXe siècle, l'expansion de l'école s'accélère. En 1891 l'abbaye de Cluny est choisie pour abriter la quatrième école d'Arts et Métiers. En pleine révolution industrielle, la création d'un cinquième centre est votée. Il s'installe en 1900 à Lille, ville alors en plein développement. Le centre de Lille est le premier dont les installations ont été expressément construite pour accueillir l'école. Peu après, le projet du centre de Paris est lancé, sa construction dure de 1906 à 1912, là où se trouvaient auparavant les anciens abattoirs de Villejuif. Destiné à devenir le plus grand centre des Arts et Métiers, le centre de Paris connaît une ouverture difficile en raison des débuts de la Première Guerre mondiale.
En 1930, Antoine Odier, Aix-en-Provence 1901, fonde l'École spéciale des travaux aéronautiques pour répondre aux besoins croissants de l'aéronautique.
Au milieu des Trente Glorieuses, Jacques Chaban-Delmas favorise la construction du septième campus à Bordeaux sur le technopôle de Talence. Les bâtiments sont opérationnels en 1963. Le dernier centre est ouvert à Metz en 1997. Il a lui aussi été construit au cœur d'un technopôle en plein développement, le Technopôle Metz 2000.
Pendant les années 1990, l'école crée trois instituts post-diplôme à Chambéry (conception, mécanique et environnement) en 1994, à Chalon-sur-Saône en 1997 et à Bastia (énergies renouvelables) en 2000. Les Arts et Métiers ParisTech possèdent également deux antennes, situées à Laval et Bouc-Bel-Air, dépendantes des CER d'Angers et d'Aix-en-Provence. Ces deux antennes sont liées aux laboratoires de recherche de l'école et à l'enseignement des mastères spécialisés.

## Première et Seconde Guerres mondiales
Durant la Première Guerre mondiale, les élèves des Arts et Métiers sont mobilisés. On estime que, sur les 6 500 gadzarts mobilisés, 1 100 périrent lors de la première année du conflit. Les stigmates de la guerre ont également atteint les centres d'enseignement : les installations de Châlons-sur-Marne sont gravement endommagées, tandis que le centre de Lille est occupé et utilisé par les Allemands comme hôpital militaire. Les autres centres, Angers, Cluny et Aix-en-Provence, sont fermés durant une année complète, de 1916 à 1917. Le centre d'enseignement de Paris est lui sorti indemne de ce conflit.
Durant l'entre-deux-guerres, les Arts et Métiers bénéficient de deux facteurs importants. Tout d'abord, l’apparition du statut de cadre dans le monde industriel, statut délivré à la plupart des gadzarts lors de leur arrivée en entreprise. Ceci aide à la reconnaissance de l'enseignement efficace de l'école et des compétences techniques qu'elle propose. À la fin de cette période, la course à l'armement va également augmenter la demande de l'industrie en personnel qualifié.
Lors de la Seconde Guerre mondiale, les écoles réussissent à maintenir, tant bien que mal, des activités d'enseignement. Seuls les centres de Châlons-sur-Marne et Lille n'ont pu accueillir la promotion 1939. Cependant les centres ont souffert, chacun de manière différente. Celui de Cluny est par exemple victime d'une rafle durant l'hiver 1943, et une grande partie de ses élèves et personnels est déportée. Le conflit a également été marqué par la mort de Jacques Bonsergent, gadzarts devenu symbole de lutte et de résistance à l’oppression.

## Dates clefs

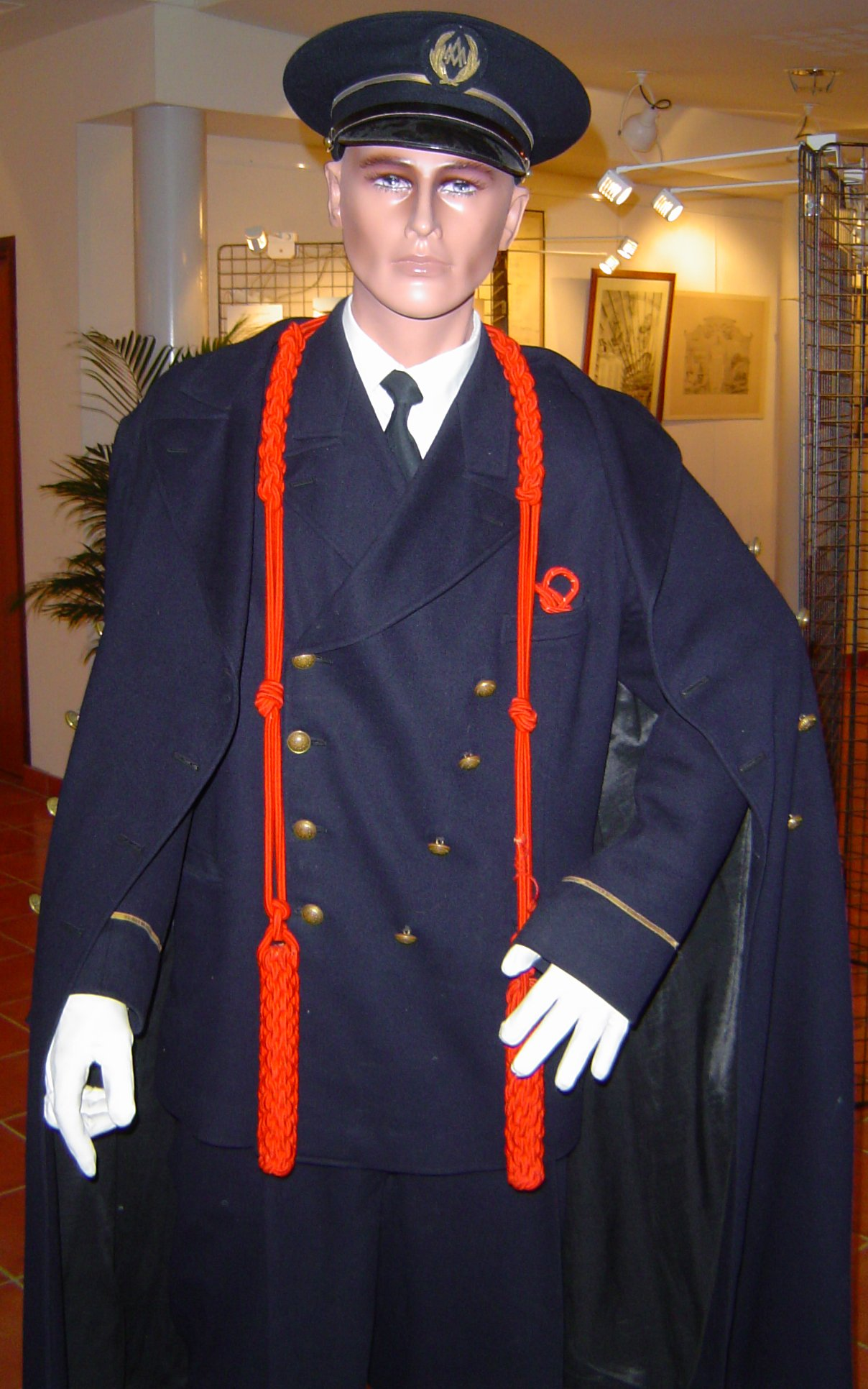
Uniforme actuel des élèves-ingénieurs Arts et Métiers.

En 1817, sur ordonnance royale du 26 février, l'école quitte son dessein militaire et se destine à former des techniciens qualifiés. Cependant, l'organisation et le régime militaire perdurent au sein de l'école, les élèves continuent de porter l'uniforme
Le 31 décembre 1826, le régime militaire est définitivement suspendu par une nouvelle ordonnance royale.
Durant l'année 1847, les élèves obtiennent, grâce à une troisième tentative, le droit de se réunir en société des anciens élèves des Arts et Métiers.
Le 22 octobre 1907, Gaston Doumergue (alors ministre de l’Industrie et du Commerce) fait promulguer la loi créant le diplôme d’ingénieur Arts et Métiers.
En 1963, après une élévation du niveau des programmes, les Écoles d’arts et métiers deviennent l'École nationale supérieure d’arts et métiers (ENSAM). L'année suivante, la promotion 1964 accueille la première femme dans ses rangs. Il s'agit de Nicole Laroche née Schrottenloher (72Li164),.
En 1976, le ministère de l’Éducation nationale attribue à l'ENSAM le statut de grande école. Cela implique la réduction du cursus à trois ans, après un cycle préparatoire de deux ans (classes préparatoires aux grandes écoles), Mathématiques supérieures et Mathématiques spéciales, ou bien à l’issue d’autres formations universitaires technologiques.
En mai 1980, la Société des ingénieurs Arts et Métiers (association des anciens élèves d'Arts et Métiers ParisTech, le terme « association » n’existant pas à sa création en 1846) célèbre le bicentenaire de l'école à la ferme de Liancourt qu’elle a rachetée et dont elle a entrepris la restauration. Cette célébration de grande envergure est accompagnée par la publication d'un livre d'or retraçant l'histoire de l'école et du tirage d'un timbre postal de 2 francs à 7 millions d'exemplaires reprenant les symboles des Arts et Métiers et le portrait du duc de Liancourt.
En 1990, l’école acquiert le statut d’EPCSCP (établissement public à caractère scientifique, culturel et professionnel) de type grand établissement, placé sous la tutelle du ministère de l’Éducation nationale.
En 1997, le huitième et dernier CER est créé sur le Technopôle de la ville de Metz. Sa naissance est liée à la création d'un partenariat avec des universités allemandes et américaines. C'est à ce jour le centre le plus moderne de l'ensemble des CER. Il est également représentatif de la volonté d'internationalisation de l'école et de la politique correspondante menée durant les vingt dernières années.
En 1999, l’École spéciale des travaux publics, du bâtiment et de l'industrie est rattachée à l’ENSAM. Chaque école a gardé son autonomie pédagogique et financière. Un double diplôme Arts et métiers ParisTech-ESTP est depuis proposé aux élèves de ces deux écoles.
En février 2011, l'école devient membre fondateur (avec l'ENAC, l'ENSEIRB-MATMECA, Centrale Lyon et Centrale Nantes) du réseau France AEROTECH, permettant aux écoles de s'associer sur des projets aéronautiques internationaux.
Bien qu'Arts et Métiers ParisTech dépende du ministère de l'enseignement supérieur et de la recherche, les élèves ont conservé de leur long passé quasi-militaire un uniforme, qui n'est plus obligatoire depuis le milieu du XXe siècle. Cependant, la plupart des élèves-ingénieurs Arts et Métiers le portent dans les manifestations traditionnelles et festives.

## Identité visuelle
Au début de son histoire, lors de son installation à la "montagne", l'école ne possédait pas d'identité visuelle propre. Elle partageait donc ses armoiries avec la commune de Liancourt et la famille du duc de Liancourt. Sur le cadrant rouge du blason (en bas à gauche), sont représentés les lettres A et M imbriquées, toutes deux encerclées d'une roue dentée.
À l'aube du XIXe siècle, avec la succession des différents régimes politiques, et les changements de noms en cascade (école impériale puis école royale), les symboles de l'école s'adaptent eux aussi et reprennent les codes propres au pouvoir, aigle impériale sous l'empire de Napoléon, puis fleur royale pour le retour de la monarchie.
À la même période, les effectifs croissant et le développement des activités associatives encouragent les élèves à créer leur propre symbolisme. Les premières esquisses, inspirées par les armoiries de Liancourt, représentent simplement les lettres capitales A et M imbriquées. Ce logo est toujours utilisé aujourd'hui[Quand ?] par les étudiants, il figure par exemple sur leur uniforme, et subsiste également sous une forme plus moderne (depuis les années 50) présentant des lettres A et M calligraphiées, toujours imbriquées et incorporant une esperluette.
Le blason de Liancourt a également inspiré le premier logo utilisé par la société des anciens élèves à la fin du XIXe siècle (roue dentée, A et M).
Entre 1963 et 2007, l'école devenue école nationale supérieure décide d'utiliser un logo avec un visuel moderne qui tranche radicalement avec les designs précédents. Seuls les lettres A et M perdurent, accompagnées du nouveau nom de marque de l'école. Des variantes existent, notamment celle affichée sur le centre de Bordeaux, arborant une couleur bleue.
Enfin en 2007, pour affirmer son appartenance au PRES ParisTech, le logo est complètement redessiné. Les codes sont une nouvelle fois bouleversés, les lettres A et M disparaissent et peuvent seulement être devinées grâce aux contours des 3 losanges. Le nouveau nom de l'école apparait également reprenant la mention ParisTech. Pour la première fois de son histoire, l'école établit clairement un choix de couleurs, l'orange et le violet, couleurs reprises depuis par les différents organismes proches de l'école, (associations d'étudiants, SOCE ou laboratoires).
En 2019, l'établissement réaffirme son identité en ajoutant les termes "Sciences et Technologies" ("Institute of Technology" à international) à la marque Arts et Métiers tout en conservant les couleurs orange et violet qui sont légèrement rajeunies. Le logo évolue aussi légèrement pour une plus forte impression de mouvement.

Classement chronologique des logos par date d'apparition
Blason de Liancourt (1780-1799). En bas à gauche, les A et M.
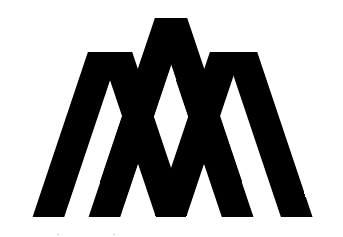
Symbole utilisé par les élèves (années 1800-aujourd'hui[Quand ?]).
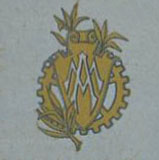
Logo utilisé par la SOCE à la fin du XIXe siècle.
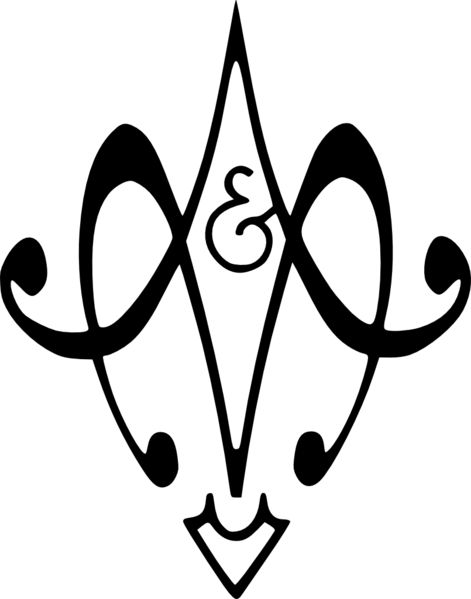
Symbole récent[Quand ?] utilisé par les élèves (Depuis 1950).
Logotype utilisé de 1963 à 2007.
Logotype entre 2007 et 2019.
Logo depuis septembre 2019

## Les établissements des écoles

Vue générale des campus d'Arts et Métiers ParisTech, par ordre chronologique.
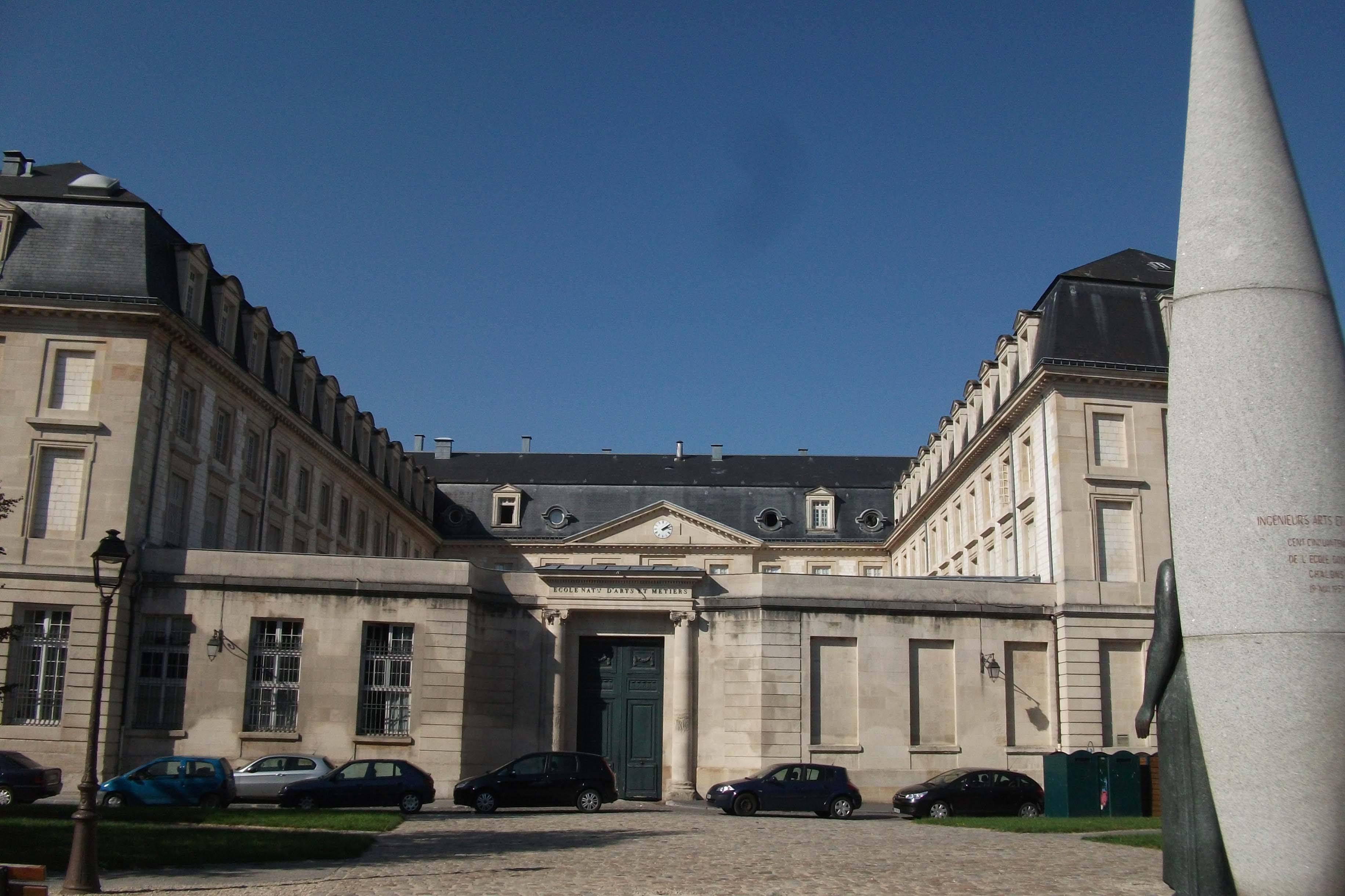
1806, campus de Châlons-en-Champagne.
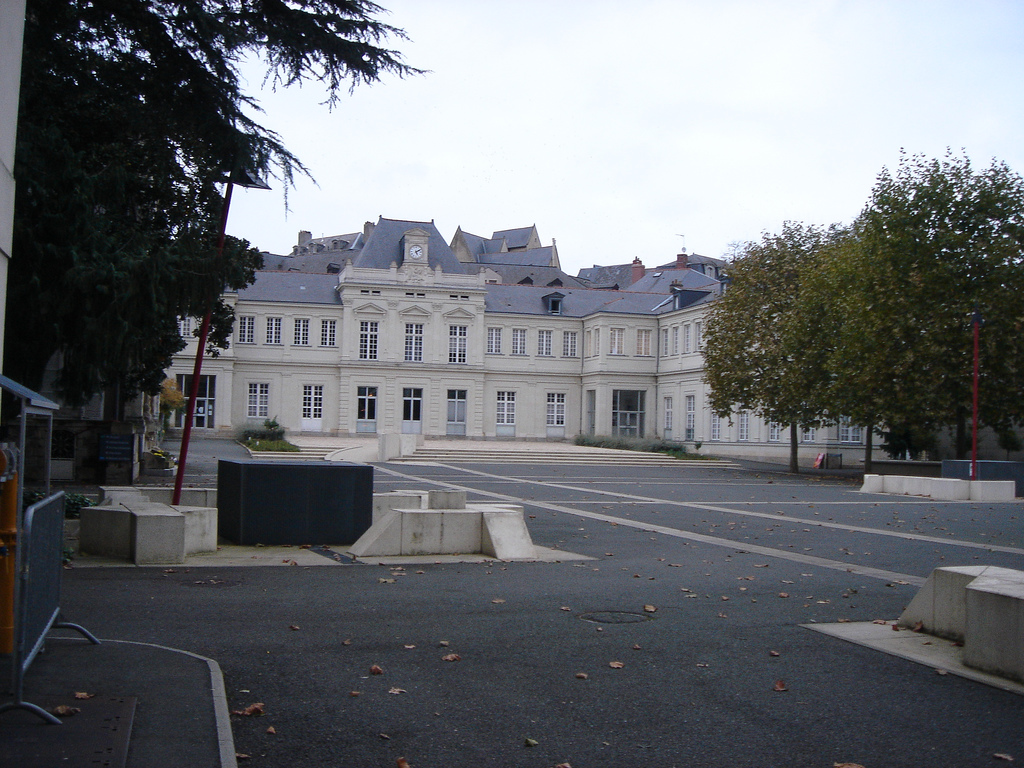
1815, campus d'Angers.
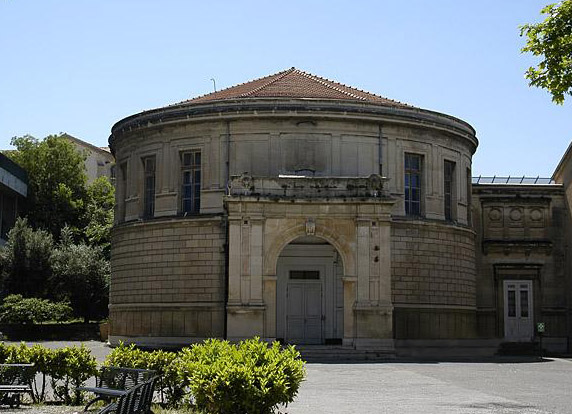
1843, campus d'Aix-en-Provence (Grand Amphi).
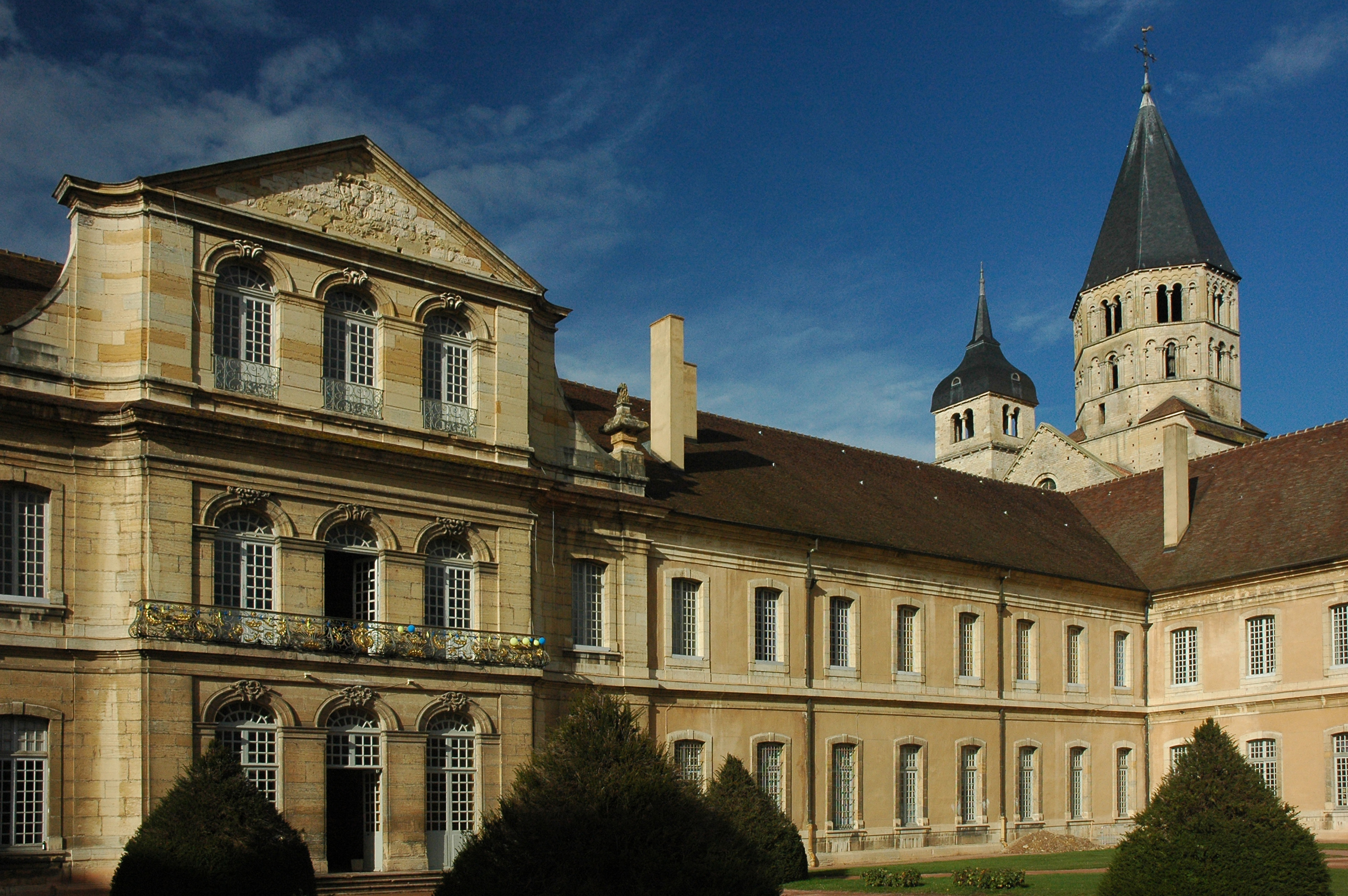
1890, campus de Cluny.
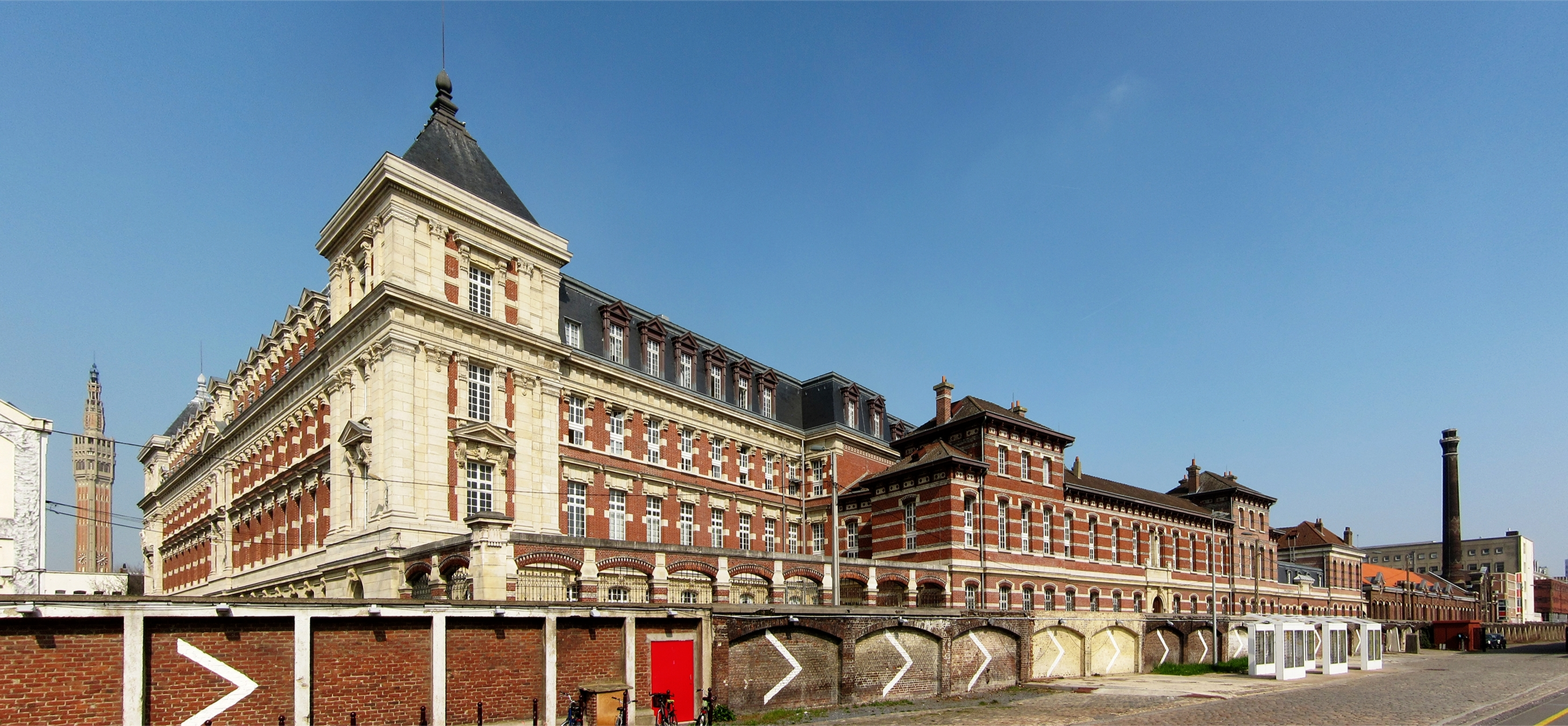
1900, campus de Lille.
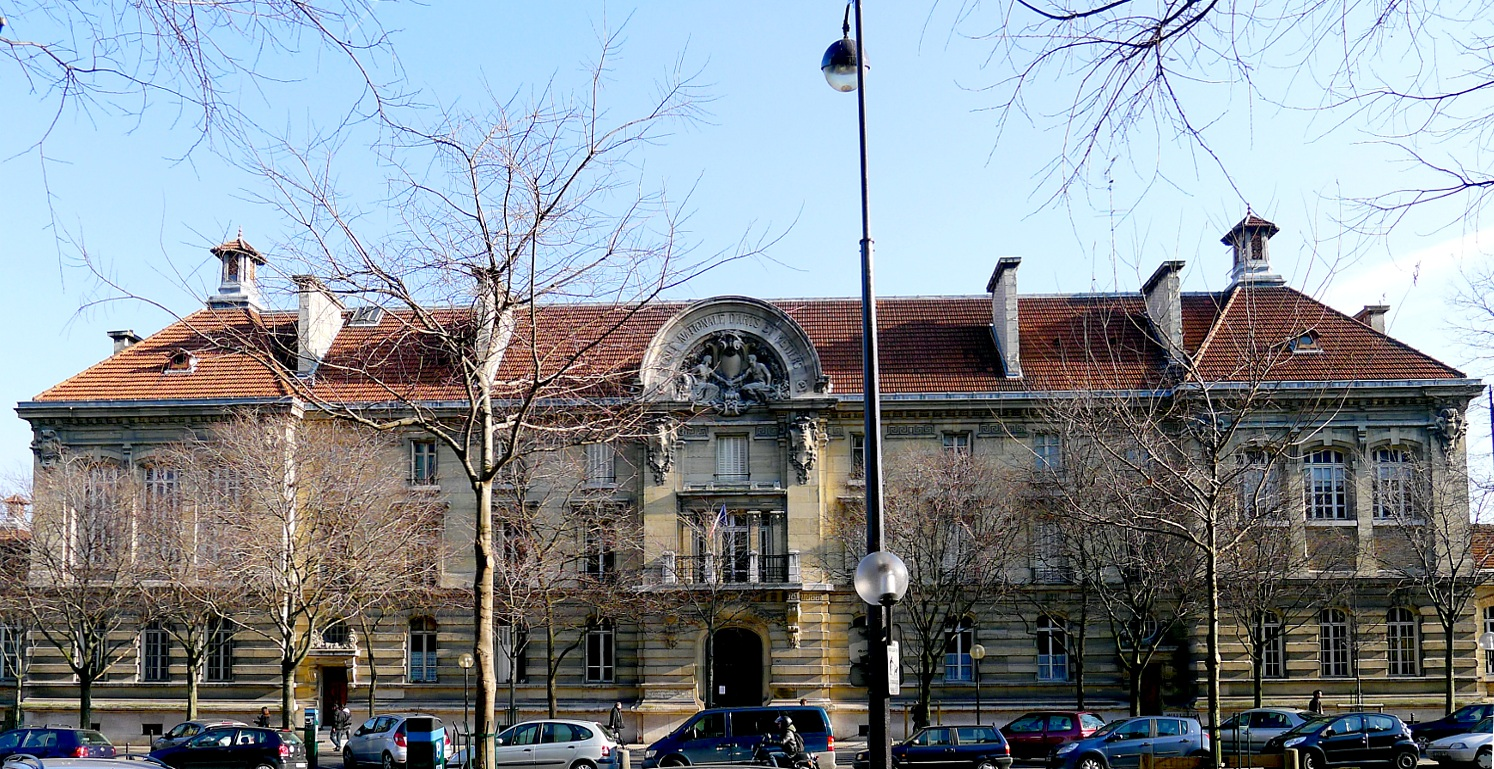
1912, campus de Paris (boulevard de l'Hôpital).
1997, campus de Metz (Bâtiment principal).